# Aula isíaca
El Aula isíaca o Casa de Isis es un salón subterráneo bajo la así llamada basílica-auditorio de la Domus Flavia en el monte Palatino, en Roma.
Se trata de un espacio cubierto con bóveda de cañón de una rica casa republicana, excavada en el siglo XVIII, que fue decorada al inicio del imperio en la época de Augusto, entre el 30 a. C. y 25 a. C. con frescos arquitectónicos del segundo estilo avanzado. El nombre del aula deriva de los numerosos temas reproducidos, relacionados con el culto egipcio a Isis y Serapis. Las pinturas se extrajeron del lugar y ahora se conservan en una logia del Antiquarium del Palatino.
La forma de la sala es rectangular, con lados cortos ligeramente curvados, interrumpida en parte por los cimientos de los lavabos de la Domus Transitoria de Nerón. Se ha conservado casi en su totalidad una de las paredes largas, tripartita mediante cuatro esbeltas columnas, sobre un alto podio pintado, que insinúan una mínima perspectiva. En el centro se encuentra un edículo pintado con escenas de paisaje. La banda, a media altura está decorada con paneles con escenas de género y figuras entre espirales. Sobre el friso se representan ureos egipcios. Para completar los lados del edículo, dos grandes pasajes mitológicos, uno de los cuales parece representar el nacimiento de Helena.
La decoración que ha sobrevivido en uno de los lados cortos tiene un estilo similar, con un paisaje nilótico con animales, como hipopótamos, en el podio. La bóveda, conservada sólo en parte, tiene una decoración muy refinada, con complejos motivos de cintas en rojo y azul entrecruzándose y formando complicados dibujos que enmarcan escenas con símbolos de Isis y objetos de su culto (flores de loto, guirnaldas, serpientes). El fondo es blanco, donde los colores se disponen equilibradamente entre variadas tonalidades, elegidos para llevar a cabo contrastes cromáticos. Este tipo de decoración se puso de moda en las residencias romanas en la época de Augusto como gran recurso ornamental.
Se pueden comparar estas pinturas con las de la Casa de la Farnesina, con análogos fondos neutros y grandes cuadros, aunque en este caso, el cromatismo está más estudiado y la perspectiva más conseguida.